# 嫦娥6号
嫦娥6号（じょうが6ごう）は、中国の宇宙開発における嫦娥計画第三段階の、月の裏側からのサンプルリターンを任務とする探査機。2024年5月3日に海南省の文昌衛星発射場から発射されて、月の裏側から回収した試料を載せた容器の地球帰還に6月25日、世界で初めて成功した。
中国の月探査機では、月の裏側到達は嫦娥4号（2019年）以来で、嫦娥5号（2020年）が月の表側からのサンプルリターンに成功している。

## 歴史

### 2024年
- 5月3日：打ち上げ[11]。
- 5月8日：月周回軌道に到達[11]。
- 6月2日：月面南極エイトケン盆地にあるアポロ・クレーターに着陸[11]（中国標準時午前6時23分[12]）。
- 6月4日：月面を離陸[11]。
- 6月6日：月周回機とドッキングし、試料の保管容器を帰還機に移動[11]。
- 6月19日：地球への航行開始[11]。
- 6月25日：内モンゴル自治区に着陸[11]。
- 6月26日：サンプル容器が中国国家航天局（CNSA）から中国科学院に引き渡された[13]。
- 6月28日：回収した試料が1935.3グラムと発表された[13]。